# Maïté Bimbia Ngoba
Maïté Bimbia Ngoba, née en 1991 à Bafang au Cameroun, est une réalisatrice et productrice camerounaise.

## Biographie

### Études, formation et études
Maïté Bimbia diplômée de bachelor en administration, une certification en réalisation et production, ainsi qu’une certification en E-commerce. Ses  domaines d’étude et de spécialisation sont la comptabilité, la gestion d’entreprise, les ressources humaines et la production audiovisuelle.

### Carrière
Maïté Bimbia Ngoba est une femme de talent et de passion qui a réussi à se faire une place dans le monde du cinéma et de la production audiovisuelle. Son parcours est un exemple pour les jeunes femmes qui cherchent à réussir dans leur domaine. Elle travaille comme assistante administrative, technicienne comptable, gestionnaire comptable, directrice de production, gestionnaire RH et consultante en gestion comptable. Maïté Bimbia réalise plusieurs projets, notamment, la production du film Secret Blood, et la série dilemme avec Julia Samantha. Et gérante à la gestion des ressources humaines et aide les entreprises à améliorer leur système administratif et elle est bénévole à une banque alimentaire.

## Filmographie
- Le 14 février 2020, Secret Blood. Un film de 101 minutes. Secret blood est un film africain dont l'histoire racontée pourrait être assimilé à l'inceste. Edgar et Aisha sont cousin et cousine pourtant, il naît et grandi entre eux un amour fou. Inceste ? Dans le but de remettre ses idées en place, Aisha rompt sa relation avec Edgar... Un film de drame réalisé par Maïté.

## Voire aussi